# Округ Бановце на Бебрави
Округ Бановце на Бебрави (слч. Okres Bánovce nad Bebravou) округ је у Тренчинском крају, у Словачкој Републици. Административно средиште округа је град Бановце на Бебрави.

## Географија
Налази се у централном дијелу Тренчинског краја.
Граничи:
- на сјеверозападу је Округ Тренчин,
- источно Округ Прјевидза,
- западно Округ Ново Место на Ваху,
- јужно Округ Партизанске и Њитрански крај.

Клима је умјерено континентална.

## Становништво
| Година:    | 1994.  | 2004.   | 2014.   | 2024.   |
| ---------- | ------ | ------- | ------- | ------- |
| Број људи: | 38 695 | 38 385  | 36 833  | 34 910  |
| Разлика:   |        | -0,80 % | -4,04 % | -5,22 % |

| Година:    | 2023.  | 2024.   |
| ---------- | ------ | ------- |
| Број људи: | 35 186 | 34 910  |
| Разлика:   |        | -0,78 % |

Према подацима о броју становника из 2011. године округ је имао 37.084 становника. Словаци чине 92,40% становништва.
| Етнички састав (2011)‍ | Етнички састав (2011)‍ | Етнички састав (2011)‍ | Етнички састав (2011)‍ | Етнички састав (2011)‍ |
| --------------------- | --------------------- | --------------------- | --------------------- | --------------------- |
|                       |                       |                       |                       |                       |
| Словаци               | Словаци               |                       | 0                     | 92,40%                |
| Чеси                  | Чеси                  |                       | 0                     | 0,39%                 |
| остали, непознато     | остали, непознато     |                       | 0                     | 7,21%                 |

## Насеља
У округу се налази један град и 42 насељена мјеста.